# Animal Man
Animal Man, il cui vero nome è Bernhard "Buddy" Baker, è un personaggio dei fumetti creato da Dave Wood e Carmine Infantino pubblicato dalla DC Comics. Il personaggio fa il suo esordio nel settembre 1965 su Strange Adventures n. 180
Si tratta di un supereroe considerato secondario dell'universo DC e ha il potere di duplicare le abilità di qualsiasi animale gli si trovi vicino.

## Storia editoriale

### Genesi e periodo pre-Crisis (1965-1985)
Il personaggio viene creato durante il periodo Silver Age dei fumetti statunitensi e come molti altri supereroi dell'epoca, debutta su una serie antologica come Strange Adventures. Buddy acquisisce i suoi poteri imbattendosi in una astronave aliena (come successo qualche anno prima ad Hal Jordan/Lanterna Verde) e arriva anche a sfidare l'alieno responsabile di quella tecnologia. Questi però muore dopo aver acquisito i poteri di un topolino che lo portano a cadere da un dirupo in preda al panico. Buddy non prende subito il nome Animal Man ma gli viene dato solo nel 1966 su Strange Adventures n. 190 del dicembre 1966. Precedentemente ha preso il nome di A-Man e indossato un costume blu e oro da supereroe su Strange Adventures n. 190 del gennaio 1966. La sua ultima apparizione su Strange Tales è sul n. 201 (del giugno 1967). Il personaggio può quindi contare solo 5 storie a lui dedicate nell'arco di oltre due anni. Tra l'altro dopo il 1967 sarà dimenticato per oltre un decennio (precisamente 13 anni), non apparendo mai in un albo durante gli anni settanta.
Animal Man riappare nel 1980 su Wonder Woman (vol. 1) n. 267 (a maggio come mese di copertina), con una storia che continua poi nell'albo successivo (il n. 268). Il personaggio torna poi sulla prestigiosa Action Comics (prima storica serie dedicata a Superman dal 1938) dove fa parte di un team di supereroi sarcasticamente chiamato Forgotten Heroes (cioè  Gli eroi dimenticati).

### Periodo post-Crisis
Animal Man è stato un personaggio minore dell'universo DC fino alla fine degli anni ottanta, quando la DC decide di rinnovare i suoi personaggi e semplificare la continuity del suo universo narrativo con la miniserie Crisi sulle Terre infinite, pubblicata tra il 1985 e il 1986. Da molti quest'ultimo viene considerato l'anno più importante per la DC in quanto si aggiornano personaggi classici e famosi come Batman e Superman così come si tenta di rilanciare personaggi dimenticati o ritenuti obsoleti. Uno di questi è Animal Man al quale viene dedicata una serie regolare mensile a partire dal settembre 1988.
I testi della serie sono affidati all'autore scozzese Grant Morrison, che realizza un memorabile ciclo di storie durato 26 numeri. Le copertine sono affidate a Brian Bolland ed entrambi vinsero degli Squiddy Award per il loro lavoro sulla serie. Gli albi scritti da Morrison furono innovativi all'epoca sia per i temi trattati che per il rapporto tra il supereroe e il mondo che lo circonda, a partire dalla propria famiglia fino ad arrivare al suo creatore e cioè l'autore del fumetto (in questo caso lo stesso Grant Morrison). Questo stratagemma narrativo avviene tramite la rottura frequente della quarta parete, cioè il velo immaginario che separa un personaggio su carta dal lettore stesso che lo vede raffigurato su una pagina. Per quanto riguarda i temi trattati, la prima serie di Animal Man risente e contribuisce al rinnovamento in atto nel fumetto della seconda metà degli anni ottanta. Siamo in un periodo in cui i fumetti della DC si stanno spostando sempre di più verso tematiche e situazioni che aspirano ad invogliare un pubblico adulto alla lettura dei fumetti. Questo si concretizza con un maggiore realismo nel raccontare le storie e una maggiore attenzione ai temi sociali. Non è un caso che nell'anno in cui viene lanciata la serie Animal Man, la DC la serie di Green Arrow di Mike Grell, Hellblazer di Jamie Delano e V for Vendetta di Alan Moore. Sono opere dirette ad un pubblico adulto, spesso intrise di immagini disturbanti e caratterizzate da una forte critica sociopolitica. La serie deve essere quindi inquadrata in tale contesto e proprio per i suoi contenuti diretti ad un pubblico più maturo che non quello adolescenziale, rientra tra le serie che vengono assorbite dal nuovo imprint Vertigo della DC Comics, creato nel 1993. Questa etichetta, supervisionata e coideata da Karen Berger, pubblica albi con l'avvertenza suggested for mature readers e ha lo scopo di realizzare opere per un pubblico adulto e dal contenuto non necessariamente supereroistico. Oltre al lancio di nuove serie e mimiserie, la Vertigo distribuisce quindi anche la serie Animal Man (vol. 1) a partire dal n. 57 (marzo 1993).
Dopo la chiusura della serie nel 1995 con il numero 89 Animal Man è apparso raramente nei crossover DC, fino ad avere un ruolo di primo piano nella maxi-serie 52.

## Biografia del personaggio
Dopo essere stato investito dall'esplosione di un'astronave extraterrestre Buddy Baker ha acquisito la capacità di "prendere in prestito" temporaneamente le abilità degli animali (come il volo degli uccelli o la forza proporzionale di una formica), e utilizza questi poteri per combattere il crimine come un supereroe (Animal Man).
Ha fatto parte della Justice League Europe, ma ora è un semplice riservista, pronto ad intervenire in caso di necessità, ma preferendo passare il tempo con sua moglie e i suoi due figli.

## Poteri e abilità
Buddy può imitare le abilità di qualsiasi animale a seguito del suo incontro con una navicella aliena precipitata sulla Terra. Può farlo concentrandosi su un animale specifico vicino a lui o, come ha successivamente imparato, attingendo energia dal regno animale in generale (questo gli permette di imitare anche gli animali estinti).
La natura di tali poteri è stata descritta in vari modi, compresa la spiegazione superficiale delle "radiazioni aliene" durante le sue prime apparizioni, la ricostruzione del suo corpo da parte di alcuni extraterrestri tramite "innesti morfogenetici" a livello cellulare, e attualmente, l'accesso a un mistico "campo morfogenetico" creato da tutte le creature viventi, noto anche come "il Rosso".
Buddy non ha bisogno di ali per volare come un uccello (vola nel classico stile di Superman), né di branchie per respirare sott'acqua quando imita un pesce, ma in passato il suo corpo ha subito occasionali mutazioni, come quando ha adottato temporaneamente gli artigli di un ghiottone e di un'aquila, o quando ha subito una metamorfosi verso la fine del ciclo di Delano sulla serie regolare di Animal Man.
Durante un periodo in cui era impossibilitato a servirsi dei suoi poteri, Buddy ha chiesto a Batman di addestrarlo nel combattimento corpo a corpo, conseguendo ottimi risultati nel giro di pochissimo tempo.